# Löwenwall

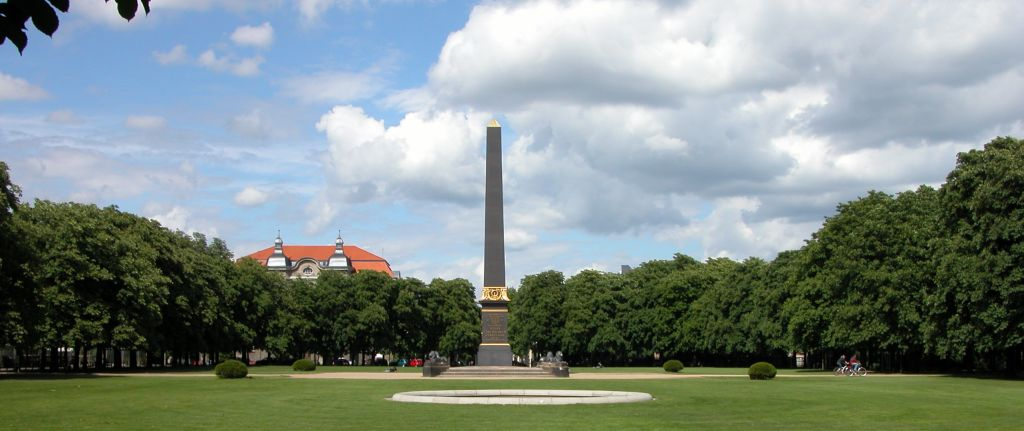
Der Löwenwall von Süden, im Hintergrund das Dach des Städtischen Museums

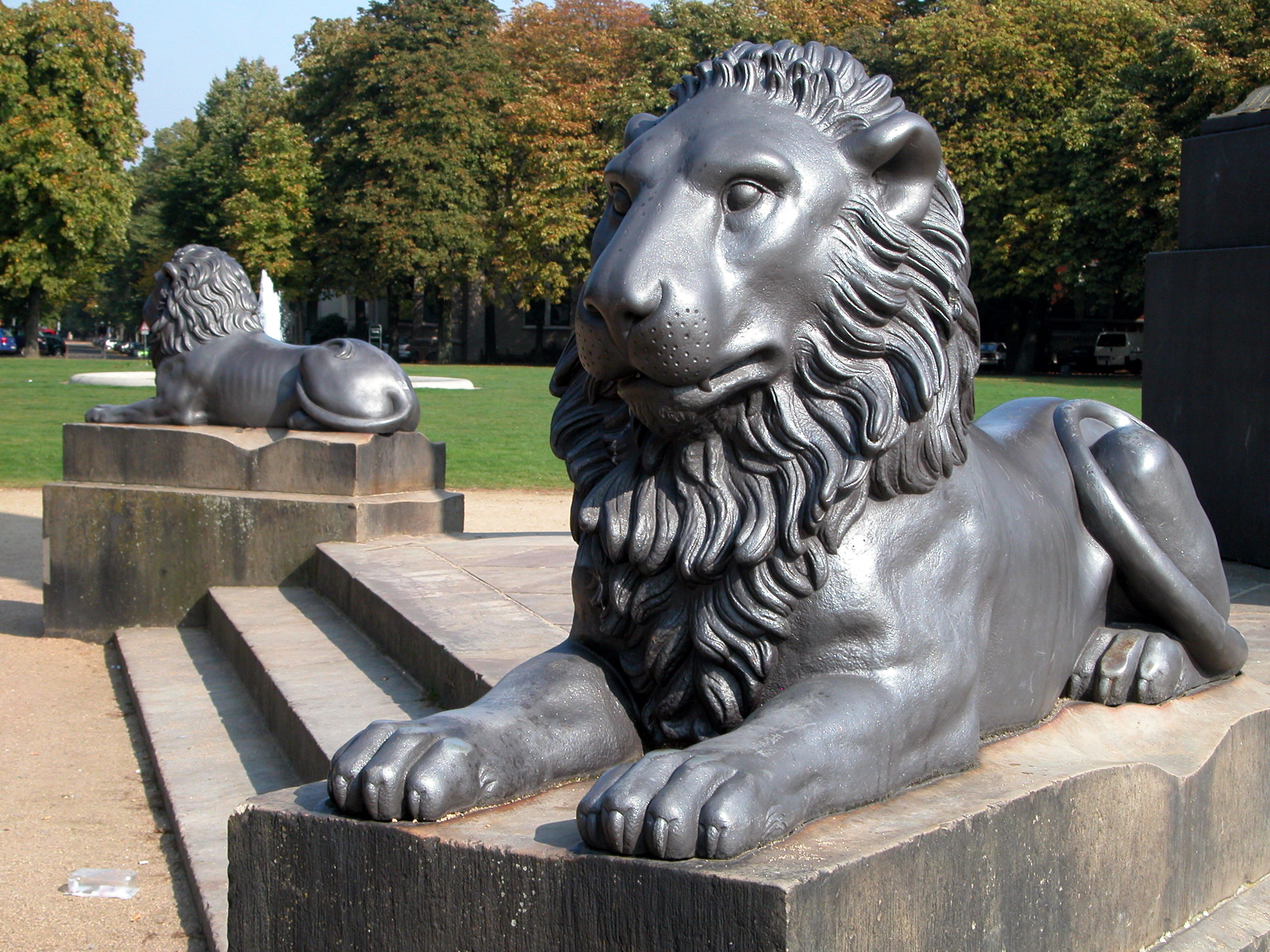
Zwei der vier Löwen vom Löwenwall

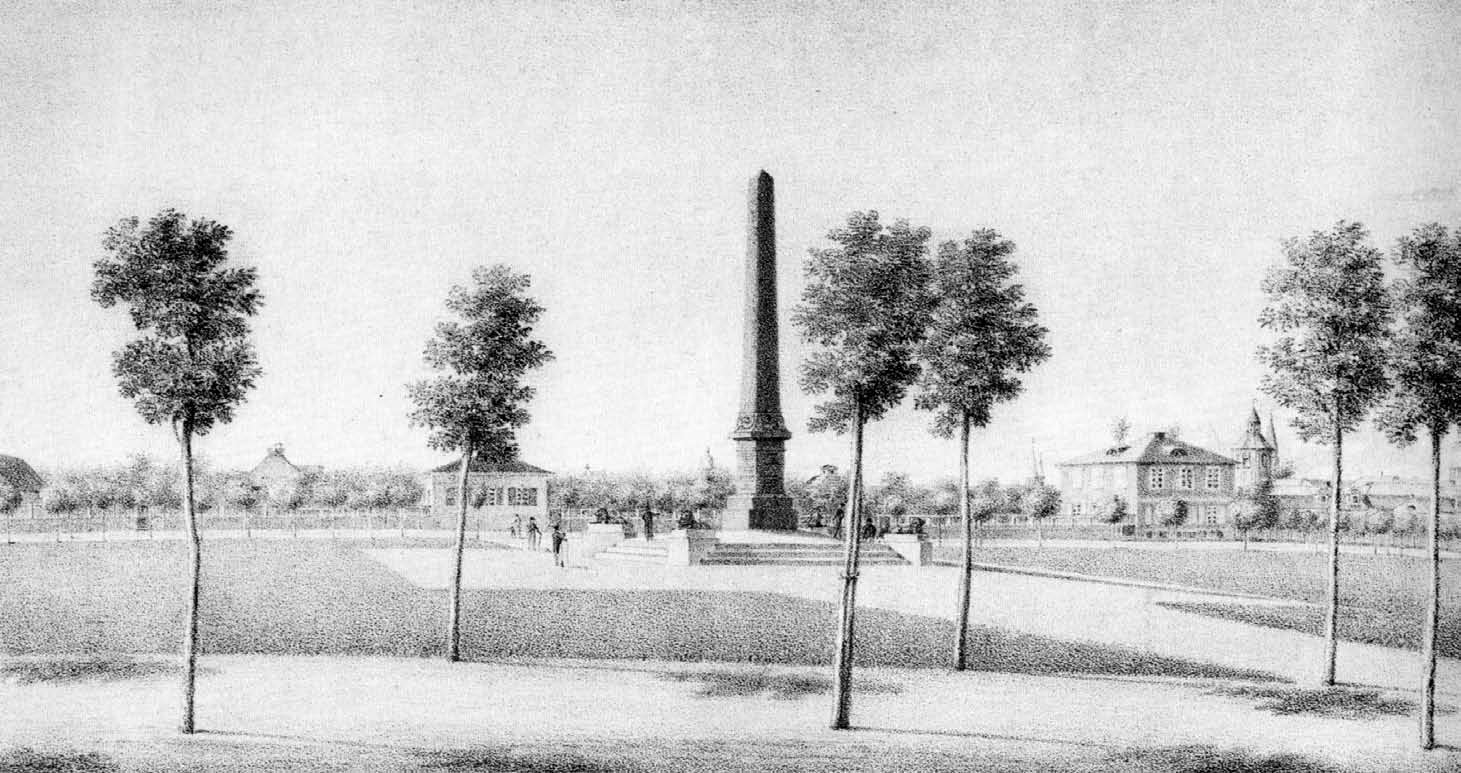
Der Löwenwall kurz nach der Fertigstellung (1823)

Der Löwenwall ist ein Platz in Form eines Ovals mit Grünflächen in Braunschweig. Er liegt direkt am östlichen Umflutgraben im Magniviertel. In der Mitte des Platzes steht der Obelisk auf dem Löwenwall.

## Gestalt
Der Löwenwall ist von einem Weg umschlossen, der wiederum auf jeder Seite von einer Reihe Rosskastanien eingefasst wird. Zwei Wege führen jeweils von der Mitte der längeren Seiten des Ovals zum Sockel des Obelisken, wo sich vier gusseiserne Löwenstandbilder vom Bildhauer Johann Gottfried Schadow befinden (Ein fünfter Löwenwalllöwe wurde für den Löwenbrunnen auf dem Platz nördlich der Katharinenkirche verwendet.). In den beiden Rasenhälften, die durch den Weg getrennt werden, befinden sich zwei Wasserbassins mit Springbrunnen in der Mitte.

## Geschichte

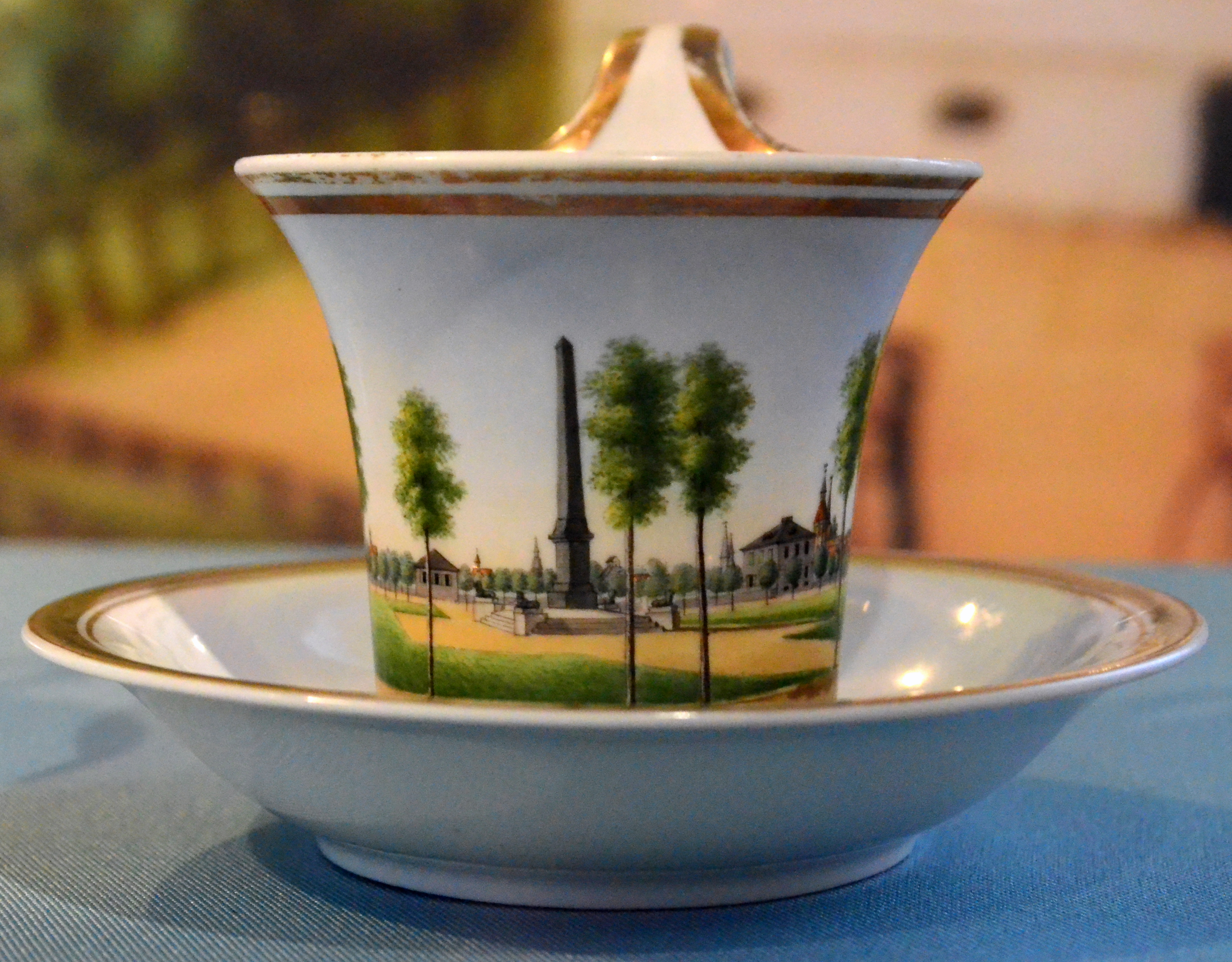
Tasse der Porzellanmanufaktur Fürstenberg von ca. 1830

Bis 1904 hieß der Löwenwall noch „Monumentplatz“. Er wurde zwischen 1812 und 1820 angelegt; seine Größe beträgt 3,1 Hektar. Er wurde im Zusammenhang der Umgestaltung der Wallanlagen durch Peter Joseph Krahe angelegt und war ursprünglich Teil der „Augusttor-Promenade“. Er wurde als Denkmal für die Braunschweiger Herzöge Karl Wilhelm Ferdinand und Friedrich Wilhelm errichtet, die in den Befreiungskriegen gegen Napoleon I. gefallen waren. Der Obelisk wurde am 13. August 1823 eingeweiht.
1859 wurde am Monumentplatz die Husarenkaserne errichtet, die nach den Plänen des Architekten Louis Kuhne entstand. Am 8. Mai 1866 wurde die Tiemannsche Brunnentrinkanstalt eröffnet. 1892 zog in die ehemalige Husarenkaserne die städtische Gewerbeschule. Die Husaren zogen 1892 in die Mars-la-Tour-Kaserne, einen Neubau am Altewiekring.
Anfang des 20. Jahrhunderts begann man den Fürstlichen Garten des ehemaligen Dehnschen Palais’ (Fürstlicher Lustgarten) zu bebauen. Dieser befand sich an der Nordwestseite des Löwenwalls. Am 6. Mai 1906 wurde dort der Neubau des Städtischen Museums eingeweiht, der nach den Plänen des Architekten Max Osterloh erbaut wurde. Am 29. April 1908 wurde die städtische Realschule am Löwenwall eingeweiht.
Im August 1958 wurde das Gartencafé Gertz abgerissen. Am 26. April 1965 wurden die beiden Springbrunnen auf dem Löwenwall in Betrieb genommen.
Im Sommer wird der Löwenwall gerne als Liegewiese genutzt, Sportlehrer der anliegenden Gymnasien Gaußschule und Wilhelm-Gymnasium nutzen ihn für ihren Unterricht.

## Baudenkmale
Am Löwenwall steht die Villa Gerloff (Nr. 16), jetzt Haus der Braunschweigischen Stiftungen.

## Impressionen rund um den Löwenwall
„Auf dem Monumentplatz, der später in ‚Löwenwall’ umgetauft wurde, umkränzten Doppelreihen alter Kastanien das Oval der Rasenflächen mit ihren Springbrunnen und dem Obelisken in der Mitte im Mai mit ihren leuchtenden Blütenkerzen, im Herbst mit goldenem Vergilben.“

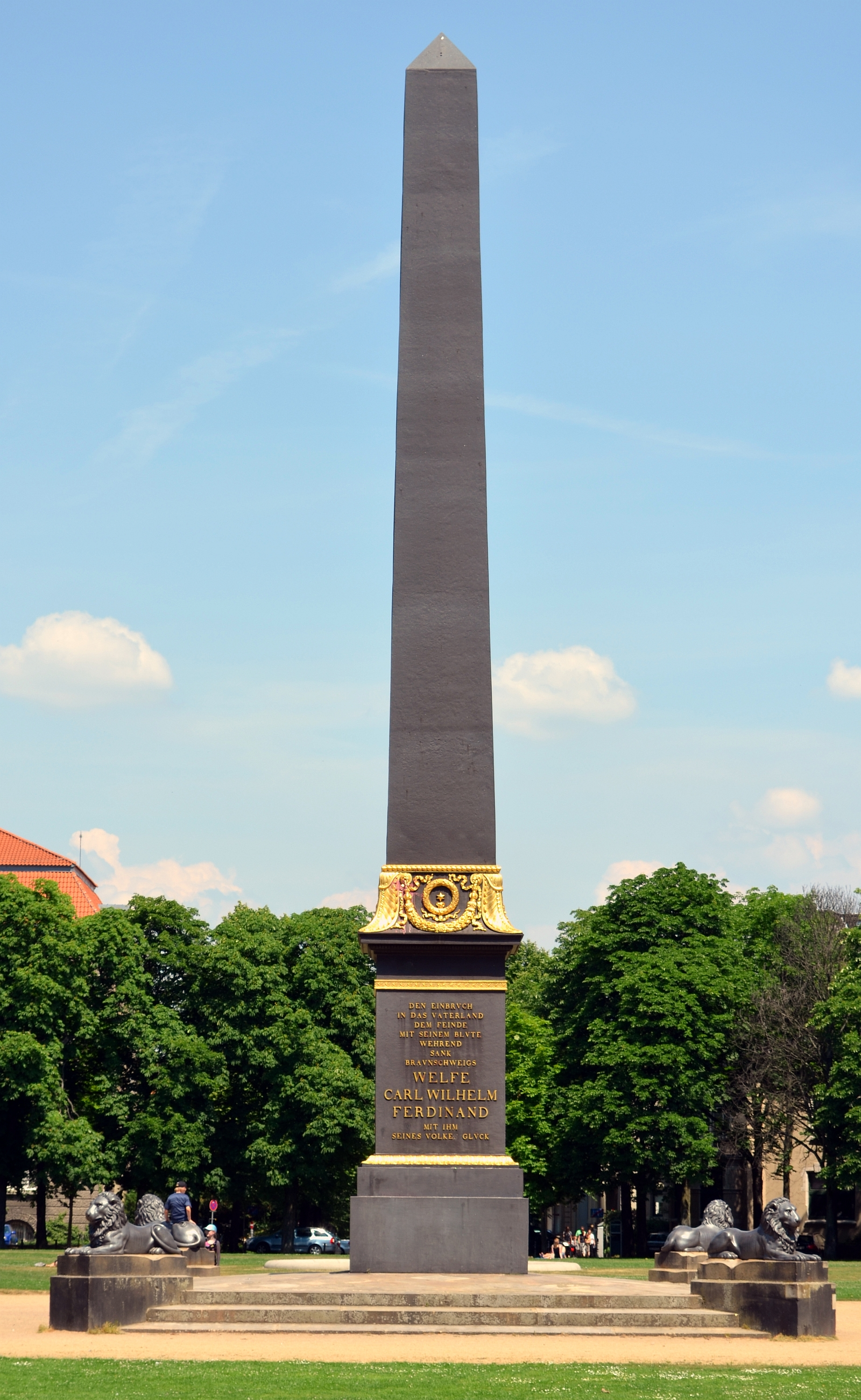
Obelisk von 1823
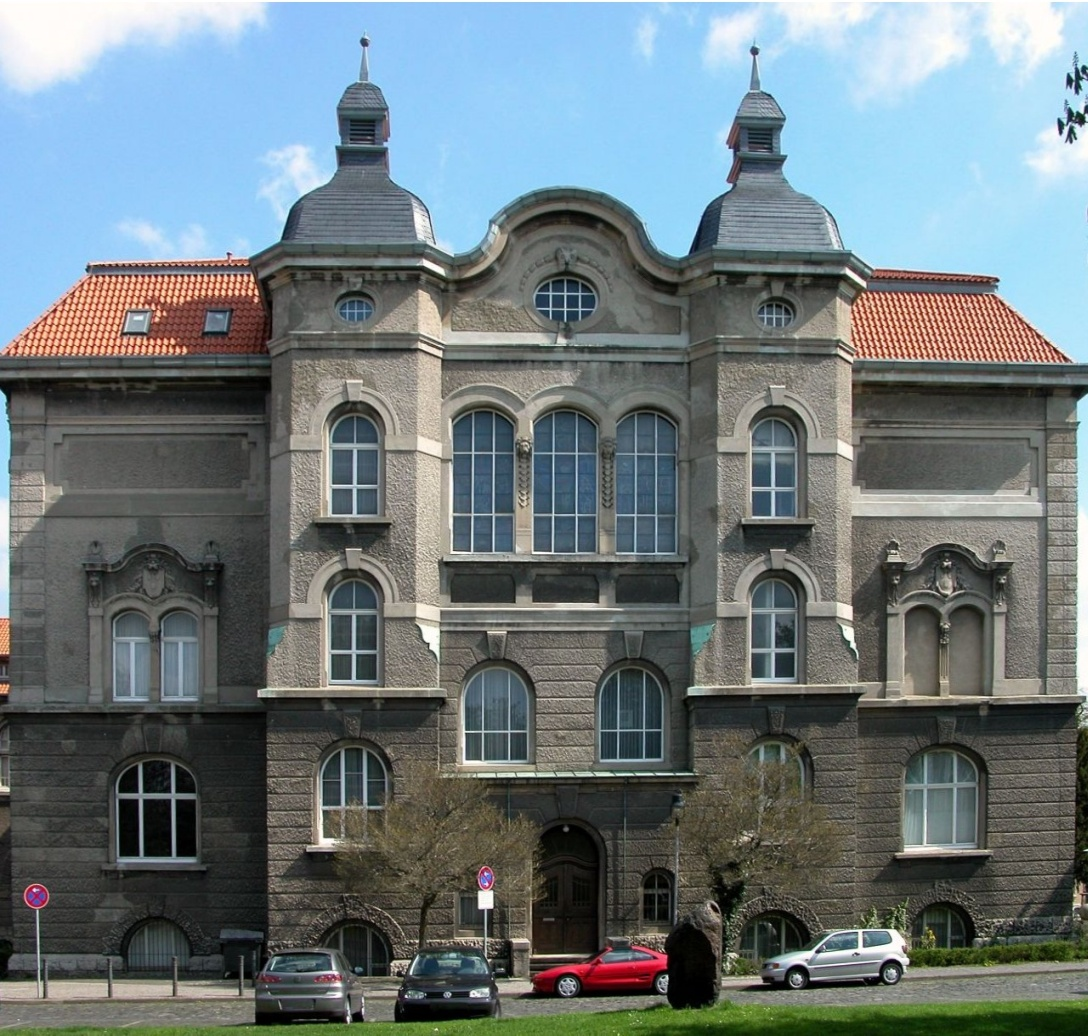
Städtisches Museum von 1861
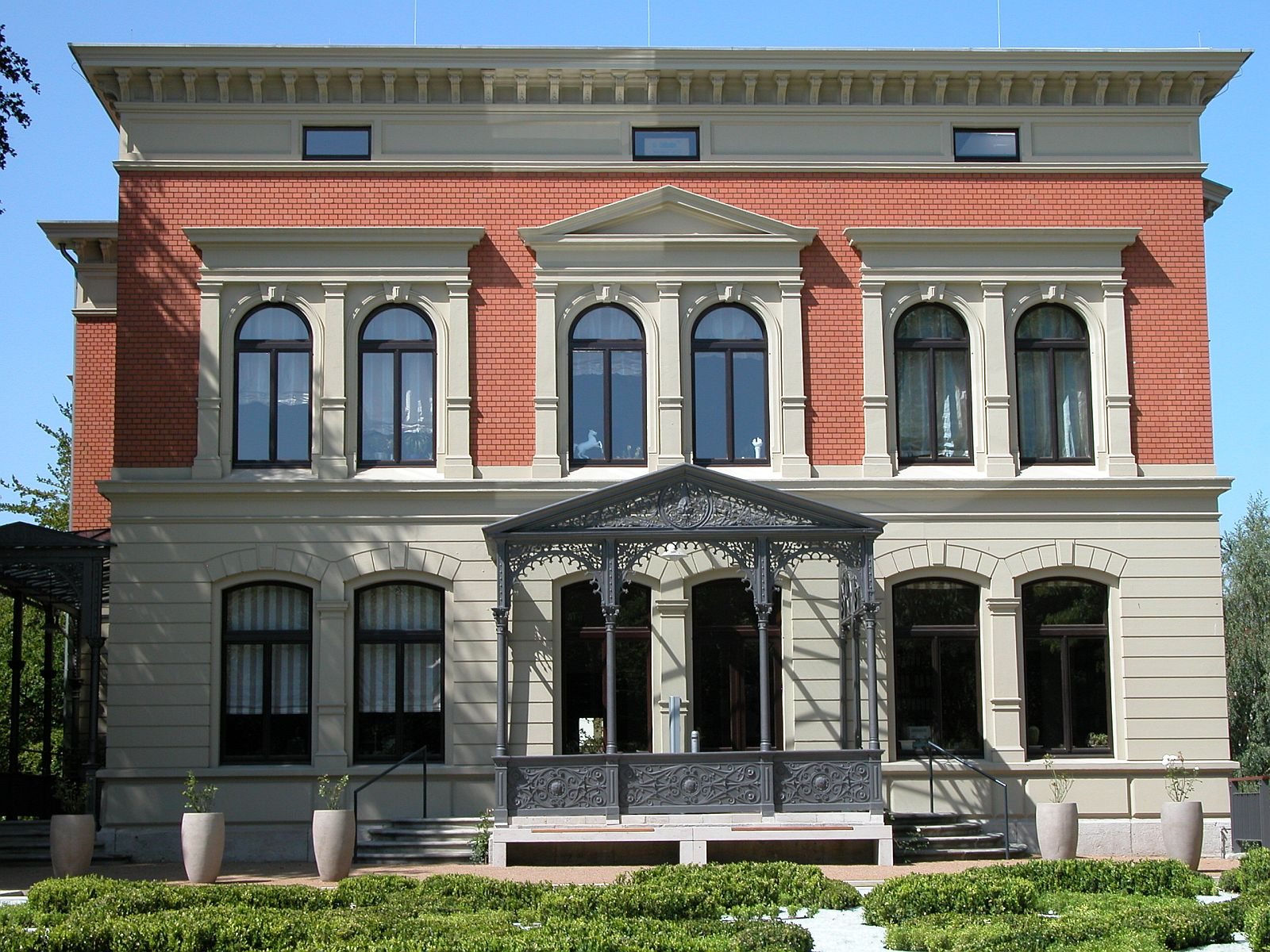
Villa Gerloff von 1888/89
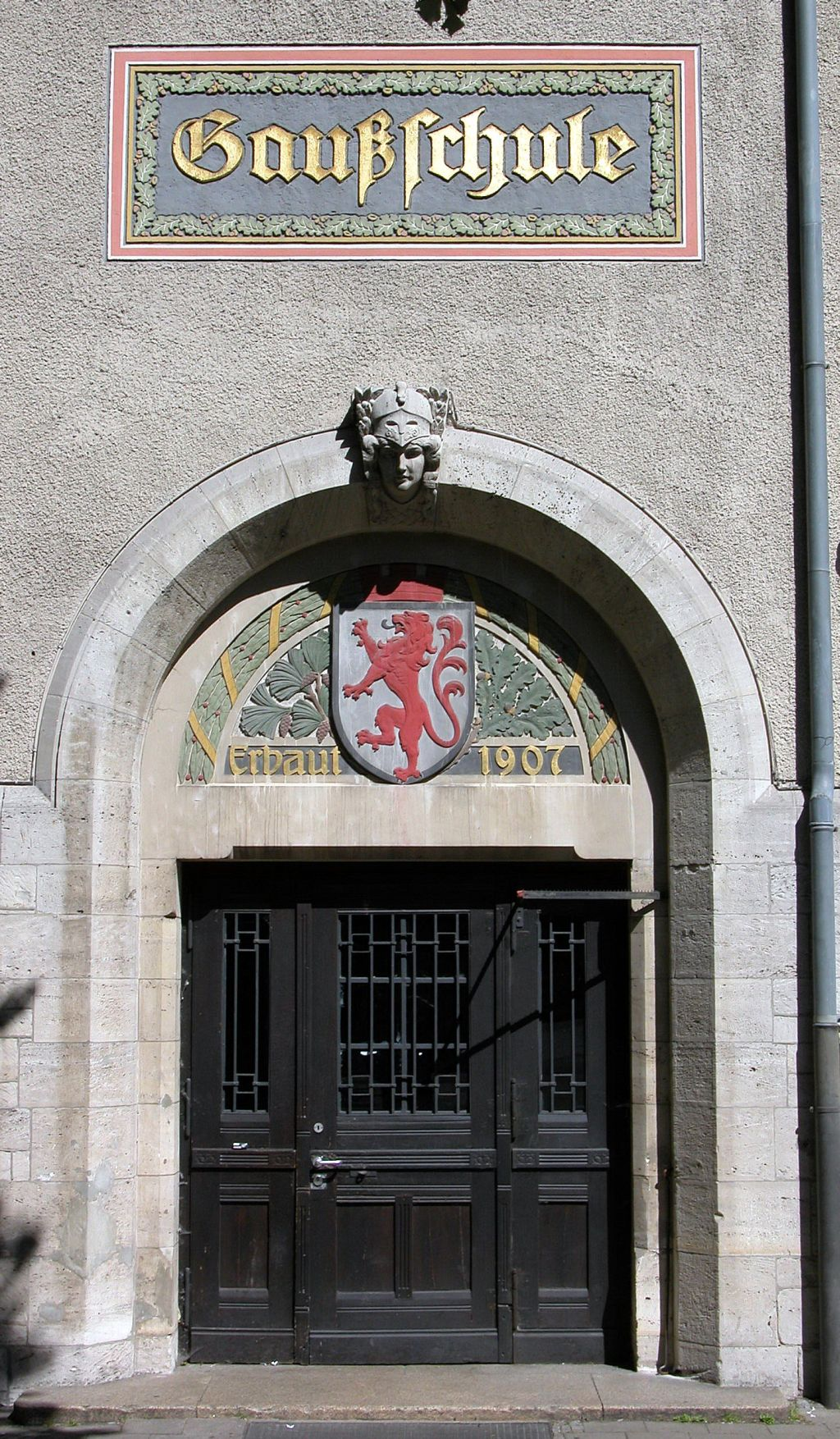
Gaußschule von 1909
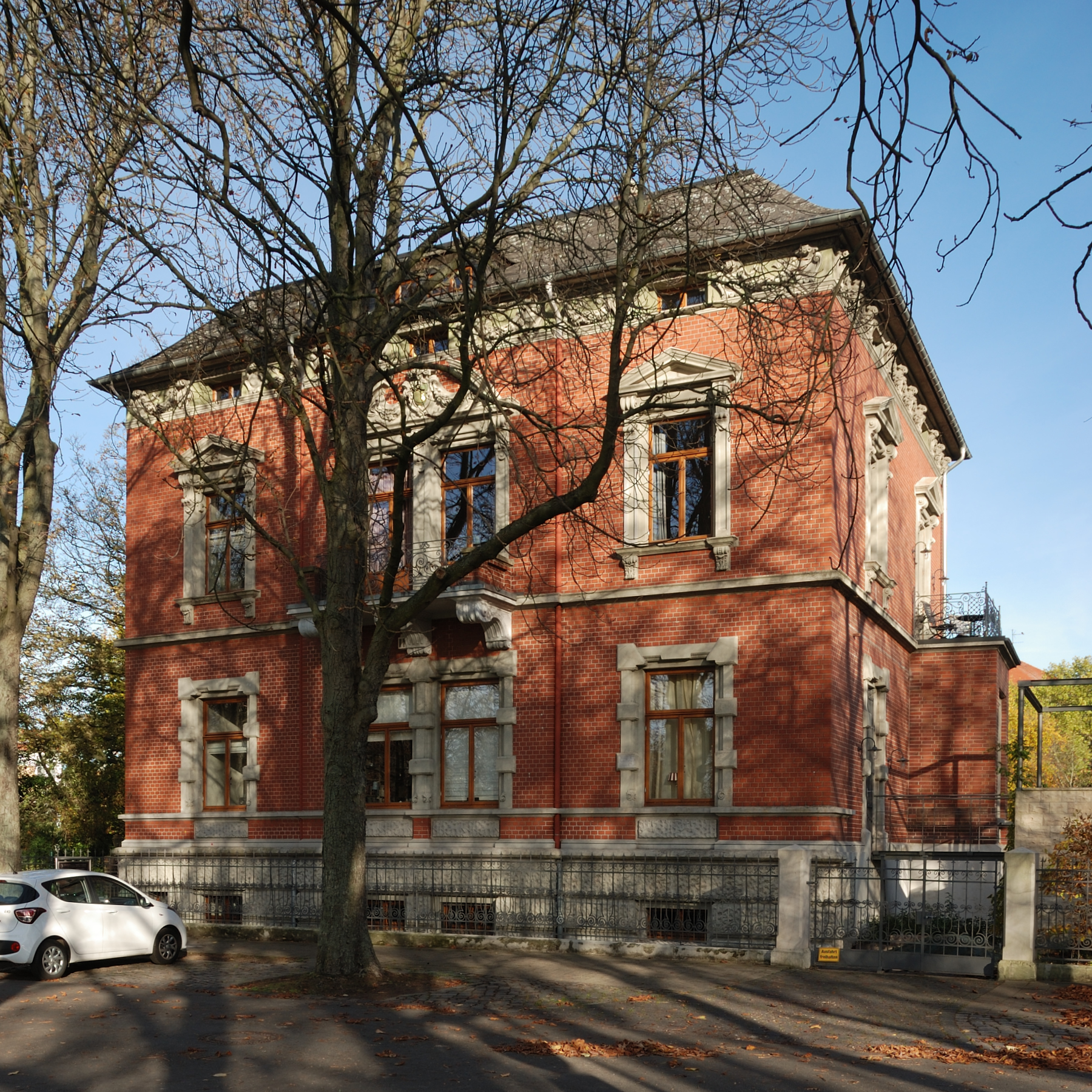
Villa Buchler von 1890, Löwenwall 19